# Randi Laubek
Randi Laubek (Voerså, 30 luglio 1973) è una cantante danese.

## Biografia
Randi Laubek è salita alla ribalta nel 1997 con l'album d'esordio Ducks and Drakes, di cui si sono vendute oltre 30 000 copie in Danimarca e che nel 1998 le è valso tre Danish Music Award: album dell'anno, artista dell'anno, cantautrice dell'anno. Ha vinto nuovamente il premio come artista dell'anno nel 2000. Nello stesso anno è uscito il secondo album Almost Gracefully, di cui si sono vendute 20.000 copie.
Nel 2003 il terzo album The Wedding of All Things ha debuttato alla 4ª posizione nella classifica ufficiale danese, inaugurata due anni prima. I due album seguenti, Figures of Eight (2005) e Sun Quakes (2009), hanno raggiunto il 12º posto, mentre il sesto album Letter to the World, del 2012, si è fermato alla 30ª posizione.

## Discografia

### Album in studio
- 1997 – Ducks and Drakes
- 2000 – Almost Gracefully
- 2003 – The Wedding of All Things
- 2005 – Figures of Eight
- 2009 – Sun Quakes
- 2012 – Letter to the World
- 2016 – Pow Wow
- 2016 – Inner Seas Outer Fields

### Colonne sonore
- 1998 – Motello Soundtrack (con la Tango Orkestret)

### Singoli
- 1997 – Madness Sadness
- 2000 – Midsummer Flu
- 2000 – Airworthy
- 2000 – Evolution
- 2001 – Free Fall Debut
- 2001 – Kareelia Lake
- 2003 – Cherries Suit Fairies

#### Come artista ospite
- 1998 – Meet Me at the Motello (Tango Orkestret feat. Randi Laubek)